# Luis Martín Bielsa
Luis Martín Bielsa (Gallur, Aragón, 26 de diciembre de 1921  - Santa Cruz de Moya, Cuenca, 6 de octubre de 2019 ) fue un activista político de origen aragonés. 

## Biografía
Durante la guerra civil española actuó como responsable político de las Juventudes Socialistas Unificadas en el 32º grupo de la Guardia de Asalto. Al finalizar la guerra se refugió en Francia, donde fue internado en el Campo de concentración de Argelès-sur-Mer y después en el de Rosellón .
Cuando Alemania invadió Francia, participó en la Resistencia francesa . Fue hecho prisionero por los alemanes y enviado al campo de concentración de Dachau, de donde, sin embargo, logró escapar al subir al tren. Como oficial de las Fuerzas Francesas del Interior participó en la liberación de París en 1944 .
Al finalizar la Segunda Guerra Mundial, como militante del PCE, regresó a Cataluña clandestinamente y comenzó a trabajar en una imprenta móvil. 
En 1946 fue detenido, torturado e internado en la cárcel Modelo y en las de Ocaña y Burgos, hasta que se le otorgó la libertad condicional y desterrado a Montblanch en 1952. 
Fue el secretario de la Asociación Catalana de Expresos Políticos del franquismo y presidente del Amical de las Brigadas Internacionales de Cataluña. En 2006 recibió la Cruz de Sant Jordi por su lucha contra el fascismo.
Es autor del libro Uno de entre tantos. Memorias de un hombre con suerte (Fundació Nous Horitzonts, 2012), donde repasa su trayectoria vital desde su nacimiento hasta 1952. 